# Полстяной, Александр Петрович
Александр Петрович Полстяной (05.10.1937, Донецкая область — 07.02.2002) — тракторист совхоза «Калачевский» Есильского района Тургайской области, Казахская ССР.

## Биография
Родился 5 октября 1937 года в селе Курдюмовка Ясиноватского района Донецкой области Украины. Украинец. Здесь вырос, пережил оккупацию, окончил школу.
В 1954 году начал трудовую деятельность — рабочим геологической партии треста «Артемуглегеология».
В 1955 году по комсомольскому призыву уехал на освоение целины в Казахстан. Работал трактористом в зерносовхозе «Калачевский» Акмолинской области. В 1967 году за высокие показатели в работе награждён орденом Ленина.
Указом Президиума Верховного Совета СССР «О присвоении звания Героя социалистического Труда передовикам сельского хозяйства Казахской ССР» от 8 апреля 1971 года за выдающиеся успехи, достигнутые в развитии сельскохозяйственного производства и выполнении пятилетнего плана продажи государству продуктов земледелия и животноводства Полстяному Александру Петровичу присвоено звание Героя Социалистического Труда с вручением ордена Ленина и золотой медали «Серп и Молот»
С июня 1972 года работал бригадиром укрупненной тракторной бригады этого же зерносовхоза. В июле 1987 года был избран председателем Калачевского сельского совета. С марта 1994 года и до выхода на пенсию в августе 1997 года — глава администрации этого же поселения.
После ухода на заслуженный отдых в 1997 году переехал в Россию, на родину жены в Ивановскую область.
Поселился в селе Илья-Высоково Пучежского района Ивановской области.
Скончался 7 февраля 2002 года. Похоронен на кладбище села Илья-Высоково.
Награждён двумя орденами Ленина медалями.